# Abel Gholaerts
Abel Gholaerts (1944) is de tweede roman van de Belgische schrijver Louis Paul Boon.

## Geschiedenis
Het verhaal is gebaseerd op het leven van de schilder Vincent van Gogh, vandaar dat een der personages Vincent van Gheem heet. Wel is de locatie verplaatst naar Vlaanderen. Boon was van plan een tweedelig werk te schrijven, met in het eerste deel een voortdurende regen en in het tweede een stralende zon. Het tweede deel is er echter nooit gekomen.

## Inhoud
Hoofdpersonen zijn Vincent van Gheem, de nieuwe onderpastoor van het piepkleine dorpje Paddenhoek, de door hem bij buurmeisje Anna verwekte zoon Abel, waardoor Anna met Germain Gholaerts trouwt om de schande te vermijden. De oude pastoor van Paddenhoek en Abel stellen hun leven in dienst van de medemens, waarmee deze roman een veel positiever toon kent dan Boons debuut. Abel en zijn vader worstelen met de religieuze ethiek, en met de verhouding tussen rede en instinct. Daarmee gaat het in deze roman veel meer om de innerlijke ontwikkeling van personages dan in Boons debuut De voorstad groeit.

## Receptie
Een succes werd Boons tweede roman niet. Pas na bijna een kwarteeuw, in 1968, verscheen een tweede druk. In 2008 verscheen Abel Gholaerts als deel twee van Boons Verzameld werk.
Bert Ranke schreef in Het Laatste Nieuws, een vrijzinnige krant, het volgende: "Met alle respect voor de vrijheid van den kunstenaar die zijn roeping en zijn rol in de gemeenschap heeft begrepen, vraagt men zich af, wanneer een welbegrepen, literaire vóór-censuur het verschijnen van dergelijke geestelijke wangedrochten zal onmogelijk maken."